# Il veterinario
Il veterinario è una miniserie televisiva italiana con protagonista Gigi Proietti.

## Trama
Gigi Garulli è un medico veterinario che vive con la moglie ed i suoi due figli in una bella villa. Oltre a svolgere la professione di medico veterinario, Gigi è anche il responsabile del settore qualità presso la Sgnak, fabbrica di alimenti per animali di proprietà del suocero. Quando però la fabbrica, e in particolare Gigi, vengono accusati dai consumatori per una partita di bocconcini avariati, cominciano i guai.

## Produzione e distribuzione
Il formato originario è quello della miniserie televisiva composta da 2 puntate; in questo formato, la fiction venne trasmessa in prima visione TV il 30 e il 31 gennaio 2005 in prima serata su Rai 1. In seguito, la rete ammiraglia della Rai ha riproposto la fiction in una sola puntata, cioè nel formato di film tv, disponibile gratuitamente sul sito Rai.tv.
Questa fiction venne realizzata nel 2004 dalla Solaris Cinematografica e da Rai Fiction, le stesse case di produzione della serie televisiva Il maresciallo Rocca, di cui Gigi Proietti è protagonista. Quest'ultimo, non solo ha ideato la fiction ed ha interpretato il personaggio principale, ma ha anche collaborato alla stesura del soggetto dell'opera audiovisiva, girata e ambientata a Roma.
In questa fiction l'attrice Micol Olivieri viene menzionata nei titoli di testa con il suo nome anagrafico completo: Micol Andrea Maria Olivieri.

## Accoglienza

### Critica
Con gli annessi complimenti a un bravissimo Gigi Proietti, al suo talento, al suo coraggio. [...] Il veterinario [...] possiede infatti le carte necessarie per accompagnare una cordiale serata televisiva del gennaio 2005: ottime maniere, buoni sentimenti, un plot che scorre verso la migliore delle soluzioni, il garbo di una denuncia contro ogni forma d'intolleranza; insomma, ti metti lì e passi più di un'ora in compagnia di uno spettacolo «edificante». Senza contare il fascio di luce che illumina il tema dell'amore per gli animali [...]. I guai, i limiti, le carenze, l'imbarazzo che si coglie affrontando la visione de Il veterinario appartiene tutto al modesto lavoro degli
sceneggiatori. [...] Affinché le colpe siano equamente ripartite, si sappia che la regia de Il veterinario è di José Maria Sanchez, mentre gli sceneggiatori (i veri colpevoli dei suoi limiti) sono Salvatore Basile, Paolo Lanzillotto, Andrea Oliva. Credeteci sulla parola: certi
dialoghi gridano vendetta!»
(Fulvio Abbate, l'Unità, 2 febbraio 2005)
(Alessandra Comazzi, La Stampa, 2 febbraio 2005)
(Giorgio Placereani, Il Piccolo, 4 febbraio 2005)